# Яблоневка (Новосибирская область)
Яблоневка — посёлок в Чистоозёрном районе Новосибирской области. Входит в состав городского поселения рабочий посёлок Чистоозёрное.

## География
Площадь посёлка — 57 гектаров.

## История
В 1976 г. Указом Президиума ВС РСФСР посёлок  плодопитомника совхоза переименован в Яблоневка.

## Население
| 2002 | 2007 | 2010 |
| ---- | ---- | ---- |
| 484  | ↗492 | ↘465 |

## Инфраструктура
В посёлке по данным на 2007 год функционирует 1 учреждение здравоохранения и 2 учреждения образования.